# 2008–2009-es magyar női labdarúgókupa
A magyar női labdarúgókupában 2008–2009-ben hét csapat küzdött a kupa elnyeréséért. A győzelmet a címvédő Viktória FC szerezte meg.

## Negyeddöntők
| 2008. szeptember 10. 17:00 |

| MTK Hungária FC | 5–1               | Győri ETO FC |
| --------------- | ----------------- | ------------ |
| ?               | (2–0) Jegyzőkönyv | ?            |

| Budapest |

| 2008. november 5. 15:00 |

| Győri ETO FC | 1–4               | MTK Hungária FC |
| ------------ | ----------------- | --------------- |
| Rauch        | (1–1) Jegyzőkönyv | Gál Brunda Méry |

| Győr |

| 2009. szeptember 11. 16:00 |

| Völgységi NSE | 3–2               | Pécsi MFC |
| ------------- | ----------------- | --------- |
| ?             | (2–0) Jegyzőkönyv | ?         |

| Bonyhád |

| 2009. október 9. 14:00 |

| Pécsi MFC                           | 4–1               | Völgységi NSE |
| ----------------------------------- | ----------------- | ------------- |
| Nagy 13' 70' Hodován 57' Bálint 60' | (1–1) Jegyzőkönyv | Bernhardt 6'  |

| Pécs |

| 2009. szeptember 28. 15:00 |

| Taksony SE | 3–3               | Győri Dózsa SE |
| ---------- | ----------------- | -------------- |
| ?          | (1–0) Jegyzőkönyv | ?              |

| Taksony |

| 2009. október 23. 13:00 |

| Győri Dózsa SE          | 3–1               | Taksony SE |
| ----------------------- | ----------------- | ---------- |
| Tóközi Jakab R. Kopácsi | (0–0) Jegyzőkönyv | Schatz     |

| Győr |

A címvédő Viktória FC mérkőzés nélkül jutott az elődöntőbe.

## Elődöntők
| 2009. május 6. 16:30 |

| MTK Hungária FC | 1–2               | Viktória FC  |
| --------------- | ----------------- | ------------ |
| Méry 48'        | (0–0) Jegyzőkönyv | Szuh 56' 85' |

| Budapest Játékvezető: Mocsári Tamás |

| 2009. május 13. 16:30 |

| Viktória FC                      | 3–2               | MTK Hungária FC |
| -------------------------------- | ----------------- | --------------- |
| Szarvas 30' Szuh 46' Tóth G. 62' | (1–0) Jegyzőkönyv | Jakabfi 72' 75' |

| Szombathely Játékvezető: Király Krisztián |

| 2009. május 6. 17:00 |

| Pécsi MFC | 0–1               | Győri Dózsa SE |
| --------- | ----------------- | -------------- |
|           | (0–0) Jegyzőkönyv | Kopácsi        |

| Pécs Játékvezető: Berki Zsolt |

| 2009. május 13. 17:00 |

| Győri Dózsa SE               | 4–0               | Pécsi MFC |
| ---------------------------- | ----------------- | --------- |
| Jakab R. Csuti Finta Szakács | (0–0) Jegyzőkönyv |           |

| Győr Játékvezető: Stenger József |

## Döntő
| 2009. május 20. 15:00 (UTC+2) |

| Győri Dózsa SE | 1–2               | Viktória FC                  |
| -------------- | ----------------- | ---------------------------- |
| Csuti 66'      | (0–2) Jegyzőkönyv | Kovács E. 2' Rácz Zsófia 26' |

| ETO Park, Győr Játékvezető: Gaál Gyöngyi |

| Győri Dózsa SE: |    |                             |
|                 |    |                             |
| K               | 1  | Joó Alexandra a szünetben   |
| HV              | 3  | Szórádi Nikolett            |
| HV              | 2  | Szalkai Rita                |
| HV              | 20 | Szücs Adrienn               |
| HV              | 16 | Jakab Petra                 |
| KP              | 11 | Pintér Éva                  |
| KP              | 7  | Jakab Réka                  |
| KP              | 9  | Tóközi Tímea                |
| CS              | 21 | Csuti Melinda 66'           |
| CS              | 99 | Kopácsi Barbara             |
| CS              | 5  | Dobó Judit                  |
| Cserék:         |    |                             |
| K               | 12 | Bősze Gabriella a szünetben |
| HV              | 17 | Szakács Mónika              |
| KP              | 8  | Burányi Lilla               |
| HV              | 29 | Bugár Kinga                 |
| HV              | 19 | Szücs Vivien                |
| CS              | 4  | Szalontai Adrienn           |
| Vezetőedző:     |    |                             |
| Vígh Zsolt      |    |                             |

| Viktória FC:          |    |                       |
|                       |    |                       |
| K                     | 5  | Szvorda Melinda       |
| HV                    | 20 | Kovács Eszter 2'      |
| HV                    | 18 | Tálosi Szabina        |
| HV                    | 6  | Horváth Nóra 58'      |
| HV                    | 3  | Borbély Otília        |
| KP                    | 7  | Tóth Gabriella 76'    |
| KP                    | 15 | Rácz Zsófia 26'       |
| KP                    | 17 | Marsai Nikoletta      |
| CS                    | 26 | Szarvas Alexandra 59' |
| CS                    | 4  | Megyeri Boglárka 85'  |
| CS                    | 8  | Szuh Erika 89'        |
| Cserék:               |    |                       |
| K                     | 25 | Papp Eszter           |
| CS                    | 24 | Várkonyi Orsolya 59'  |
| HV                    | 10 | Pas Alexandra 76'     |
| CS                    | 9  | Papp Dóra 89'         |
| HV                    | 11 | Tóth Enikő            |
| CS                    | 16 | Tóth Klaudia          |
| HV                    | 12 | Lukács Lívia          |
| Vezetőedző:           |    |                       |
| Hérincsné Markó Edina |    |                       |

## Lásd még
- 2008–2009-es magyar női labdarúgó-bajnokság (első osztály)